# Heeft u genoeg van uw meubels?
Heeft u genoeg van uw meubels? is een hoorspel van Michal Tonecki. Czy nie zbrzydly wam juz wasze meble? werd op 25/04/1970 door de Westdeutscher Rundfunk uitgezonden onder de titel Sind Sie Ihre Möbel schon leid? Lisetta Stembord vertaalde het en de KRO zond het uit op dinsdag 20 juni 1970 in het programma Dinsdagavondtheater. De regisseur was Harry de Garde. Het hoorspel duurde 30 minuten.

## Rolbezetting
- Jan Borkus (hij)
- Fé Sciarone (zij)
- Harry Bronk (eerste verhuizer)
- Hans Veerman (tweede verhuizer)

## Inhoud
In deze vrolijke groteske zinspeelt de auteur op de tegenstellingen die in de moderne consumptiewereld ontstaan tussen de behoeften van het individu en de fetisjering van omzet en norm. Het is niet zoals gewoonlijk de oude vrouw met het kalfsvlees, die op een vroege morgen bij het echtpaar Stefan en Kitty aanbelt. Het zijn ook geen twee inbrekers die daar voor de deur staan, maar verhuizers, die zich door niets laten van de wijs brengen, zelfs niet als gedreigd wordt hen buiten te gooien. Ze komen weer en doen hun plicht. Nog voor Stefan en Kitty echt tot bezinning gekomen zijn, is hun woning leeggeruimd. Maar ze moeten en zullen een ander interieur hebben…